# Saint-Laurent-Bretagne
 Saint-Laurent-Bretagne  là một xã của tỉnh Pyrénées-Atlantiques, thuộc vùng Nouvelle-Aquitaine, tây nam nước Pháp.